# Itoa stapfii
Itoa stapfii är en videväxtart som först beskrevs av Sijfert Hendrik Koorders, och fick sitt nu gällande namn av Herman Otto Sleumer. Itoa stapfii ingår i släktet Itoa och familjen videväxter. Inga underarter finns listade i Catalogue of Life.